# I LOVE YOU (オフコースの曲)
「I LOVE YOU / 夜はふたりで」（アイ・ラヴ・ユー よるはふたりで）は、1981年6月21日に発売されたオフコース通算21枚目のシングル。

## 解説
「I LOVE YOU」はベスト・アルバム『SELECTION 1978-81』に収録され、その後再レコーディングされたテイクがアルバム『I LOVE YOU』にアルバム・ヴァージョンとして収録、間奏部にジョン・レノン訃報のナレーションが挿入された。シングル・ヴァージョンの英語はFENの音声より前半に女性、後半に男性の声をつないでいて、内容に意味はない。後に小田は「この曲をレコーディングしている時、スタジオで加藤和彦さんに会ったんだよ。“何やってるの?”って訊くから、“シングルなんだ”って答えたら、“これがシングルなの? 売れてる時は何でも出来ちゃうから、いいよね”って言われたの覚えてる」とインタビューで答えている。この曲は後に小田がシングル「キラキラ」のカップリングとしてセルフ・カヴァーしている。
「夜はふたりで」はオリジナル・アルバム未収録。この曲は後に鈴木康博がアルバム『BeSide』にてセルフ・カヴァーしているが、作詞が安部光俊単独のクレジットとなっている。解説で鈴木は「ずっと“白いシーツの海で”という歌詞が嫌いで、嫌いならなぜOKしたのかと言われそうだが、皆がイイと言うので納得した覚えがある。もうそんな気持ちは消えた」と書いている。

## パッケージ、アートワーク
ジャケットはタイプライターで打たれた紙が写っているデザインで、最後の2行は次のコンサートツアーが1982年1月から始まることを伝える文章になっている。レコード発売の駅貼り用ポスターは国会での強行採決の写真が使用されているが、「政治家の顔がはっきりしなければ」との条件付きで許可された。

## 収録曲

### SIDE-A
1. I LOVE YOU  –  (5'05")
作詞 · 作曲：小田和正、編曲：オフコース

### SIDE-B
1. 夜はふたりで  –  (4'04")
  - 作詞：安部光俊 · 鈴木康博、作曲：鈴木康博、編曲：オフコース
  - アルバム未収録曲

## クレジット
- プロデュース：オフコース
- © 1981 Pacific Music Publishing Co., Ltd. & FAIRWAY MUSIC Co., LTD.

## リリース日一覧
| 地域 | タイトル                  | リリース日    | レーベル                        | 規格               | カタログ番号 | 備考 |
| ---- | ------------------------- | ------------- | ------------------------------- | ------------------ | ------------ | --- |
| 日本 | I LOVE YOU / 夜はふたりで | 1981年6月21日 | EXPRESS ⁄ TOSHIBA EMI           | 7"シングルレコード | ETP-17169    | 「I LOVE YOU」はシングル・ヴァージョン、「夜はふたりで」はアルバム未収録。 |
| 日本 | I LOVE YOU / 夜はふたりで | 2020年6月3日  | USM JAPAN ⁄ UNIVERSAL MUSIC LLC | CD                 | UPCX-4242    | デビュー・シングル『群衆の中で / 陽はまた昇る』からラスト・シングル『夏の別れ / 逢いたい』までを収録した全36枚組CD BOX『コンプリート・シングル・コレクションCD BOX』(UPCY-9918)の中の1タイトル。発表当時のアナログ7インチ・シングルのアートワークを再現した12cm紙ジャケット仕様CD。ジャケットはオリジナル・アナログ盤を模したハードケース仕様。 |